# Аль-Мутамид Алаллах
Абу́-ль-Абба́с А́хмад ибн Джа́фар (араб. أبو العباس أحمد بن جعفر‎; ок. 842, Самарра — 14 октября 892, там же), более известный под своим тронным именем (лакабом) как аль-Мутами́д Алалла́х — халиф из династии Аббасидов, правивший с 870 по 892 год. Пришёл к власти после десятилетия смут и дворцовых переворотов, положив начало периоду восстановления власти династии.

## Происхождение
Аль-Мутаммид был сыном халифа Мухаммада аль-Мутаваккиля Алаллаха и его наложницы-рабыни из эль-Куфы по имени Фитьян. Его полное имя звучало как Абу-ль-Аббас Ахмад ибн Джафар. В период между 16 и 19 июля тюркские мятежники Баякбак и Яржух свергли очередного халифа династии аль-Мухтади Биллаха и провозгласили Ахмада его преемником с тронным именем аль-Мутаммид, то есть «Зависящий от Бога». 21 июля мятежники казнили аль-Мухтади.

## Правление

Династия Аббасидов в IX веке

Разделил государство на две части: западную, состоящую из Ифрикии, Египта и Сирии, и восточную, включавшую Ирак, Иран и Аравию. Эмиром западной части назначил своего сына — Джафара, восточной своего брата — аль-Муваффака. Впоследствии фактически доверил управление государством аль-Муваффаку, поселился в своей резиденции в Самарре, откуда редко выезжал. Обладал номинальной властью.
В 873 году начались междоусобицы. Якуб ибн Лейс отобрал у халифских наместников Хорасан и Тохаристан и двинулся на Багдад, но потерпев поражение удержал Систан и Хорасан.
В 875 году признал независимым правителем Саманида Насра эмиром Мавераннахра.
Вёл борьбу за влияние с Тулунидами, благодаря аль-Муваффаку подавил Восстание зинджей, и его воины освободили множество пленных женщин.
В его правление карматы и исмаилиты набирали силу.
Был фактически низложен в 882 году братом аль-Муваффаком и помещён под домашний арест.
С переменным успехом шла война с Византией. Армия византийцев дошла до Самсата и Малатьи, но отступила. Позднее был разгромлен отряд Абдуллы ибн Рашида, он сам попал в плен. В последующие годы была захвачена Адана и Диярбакыр. Под Нисибином и Тарсом ромейской армии были нанесены поражения.
В 885 году от халифата окончательно откололась Армения.
В 891 году аль-Муваффак умер и началась борьба за власть, но Аль-Мутадид Биллах, сын покойного регента подавил попытку.
Умер в 892 году.